# Aleucanitis baigakumensis
Aleucanitis baigakumensis là một loài bướm đêm trong họ Noctuidae.